# Sigmatomera (Sigmatomera) occulta
Sigmatomera (Sigmatomera) occulta is een tweevleugelige uit de familie steltmuggen (Limoniidae). De soort komt voor in het Neotropisch gebied.